# Династија Тертер
Тертери (буг. Тертеровци) су били средњовековна куманска династија која је владала Куманијом, Бугарском, Добруџом, Крна и Црна река (притока Вардара). 

## Владари из породице Тертера
Династија је дала 5 цара, који су владали Бугарском од 1280. до 1331. године:
Владари:
- Ђорђе I Тертер, бугарски цар (1280 — 1292)
- Теодор Светослав, бугарски цар (1299 — 1321)[1]
- Ђорђе II Тертер, бугарски цар (1321 — 1322)
- Михајло III Шишман, бугарски цар (1322 — 1330)
- Ана (Неда), бугарска царица (1330 — 1331), члан династије по супруговој линији.